# Tormenta tropical Matthew (2004)
La tormenta tropical Matthew fue una tormenta tropical débil en la temporada de huracanes del Atlántico de 2004 que tocó tierra en Luisiana. Matthew fue la decimotercera tormenta tropical de la temporada y la novena tormenta que afectó a los Estados Unidos. Matthew se formó sobre el oeste del Golfo de México el 8 de octubre y golpeó el centro-sur de Luisiana dos días después. La combinación de esta tormenta y un ciclón superior sobre las llanuras del sur trajo fuertes lluvias a gran parte de la costa del Golfo, con las mayores cantidades reportadas en más de 15 pulgadas (381 mm) en el norte de Luisiana. El daño fue mínimo, totalizando $305,000 (2004 USD), y no se reportaron víctimas.

## Historia meteorológica
Una ola tropical se movió de la costa de África el 19 de septiembre. La ola se movió hacia el oeste, pero fue difícil de rastrear debido a su proximidad con el huracán Lisa y otra gran ola tropical. Pasó por las Antillas Menores y se organizó lentamente a medida que aumentaba la convección debido a un nivel superior bajo. El 5 de octubre, ingresó al Golfo de México y desarrolló un área de baja presión dos días después. El sistema continuó organizándose, y el 8 de octubre, después de desarrollar una circulación, se convirtió en la depresión tropical Catorce mientras se encontraba a 330 millas (330 millas) al sureste de Brownsville, Texas.
La depresión se trasladó hacia el este-noreste, y rápidamente se fortaleció en la tormenta tropical Matthew. Operativamente, Matthew fluctuó entre la depresión tropical y el estado de tormenta tropical, pero en el análisis posterior a la temporada, la tormenta siguió siendo una tormenta tropical. La tormenta giró hacia el noreste mientras se movía alrededor de la periferia de un sistema de alta presión sobre Texas, y alcanzó una intensidad máxima de 45 mph (70 km/h) el 9 de octubre. La fuerte cizalladura del viento limitó el fortalecimiento adicional, y el 10 de octubre, Matthew golpeó a Cocodrie, Luisiana, como una tormenta tropical mínima. Se convirtió en un ciclón extratropical, ocluyendo cerca del momento de tocar tierra.
Después de fusionarse con el sistema, la tormenta avanzó tierra adentro sobre Arkansas, Tennessee y el valle de Ohio. Mientras se movía hacia el interior, Matthew se desprendió de otro sistema de baja presión que se formó sobre Carolina del Norte el 13 de octubre. La baja se movió de la costa del Atlántico Medio antes de llegar a Massachusetts dos días después, y luego se fusionó con el sistema original de baja presión de Matthew.

## Preparaciones
Inicialmente, los pronosticadores en el Centro Nacional de Huracanes predijeron que Matthew tomaría una pista más oriental y golpearía el Panhandle de Florida. Debido a que la ruta cambió hacia el oeste, el Centro Nacional de Huracanes emitió un Aviso de Tormenta Tropical desde la frontera Florida/Alabama hasta Intracoastal City, Luisiana, el día antes de tocar tierra.

## Impactos

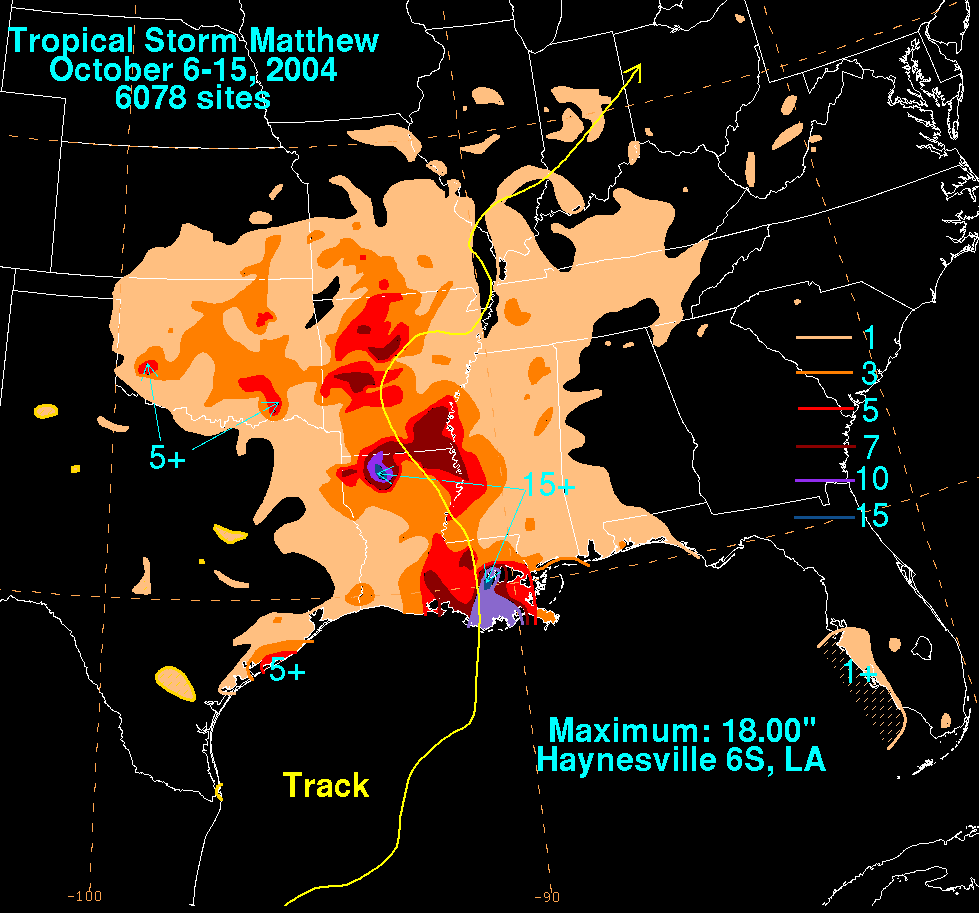
Totales de lluvia de Matthew

Aunque el daño fue menor a lo largo de su camino, Matthew arrojó lluvias moderadas a fuertes en gran parte de la costa del Golfo, alcanzando un máximo de más de 15 pulgadas (381 mm) en partes de Luisiana.

### Estados Unidos

#### Luisiana

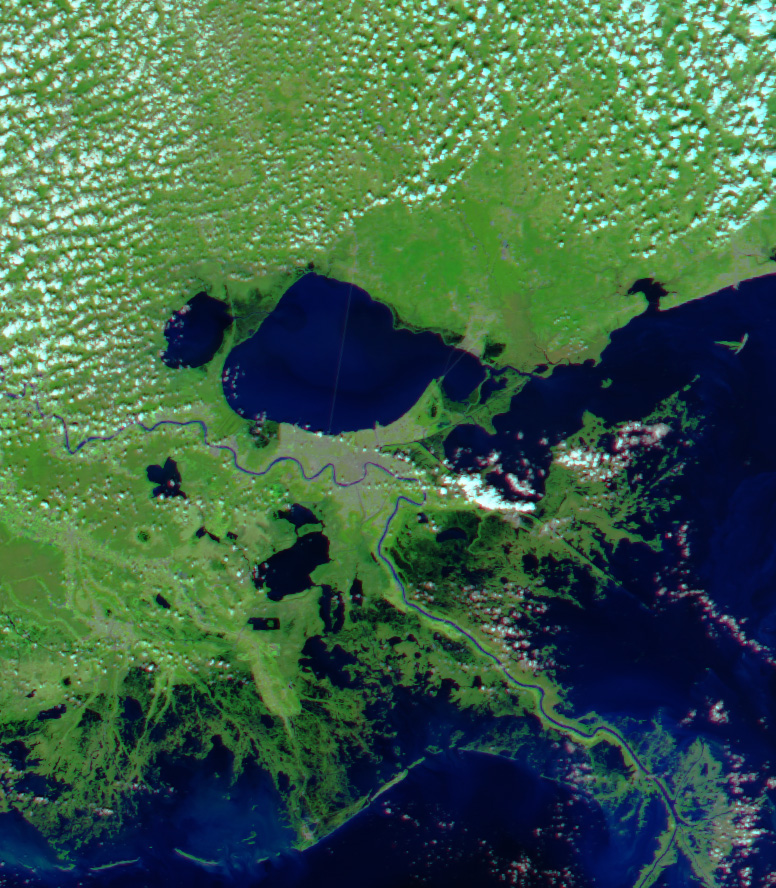
Inundaciones de Matthew vistas desde el espacio (las áreas inundadas se muestran en azul grisáceo oscuro).

Al tocar tierra, Matthew causó una marejada ciclónica de hasta 5.85 pies (1.8 m) en Frenier, Luisiana. La marejada ciclónica y las olas provocaron una importante erosión de las playas en Grand Isle. Matthew produjo fuertes lluvias en su camino, totalizando 16,23 pulgadas (410 mm) en la Reserva en la parte sureste del estado. Algunas partes del noroeste de Luisiana experimentaron precipitaciones significativas, incluido un pico de 18 pulgadas (460 mm) en Haynesville, cerca de la frontera entre Luisiana y Arkansas. Además, Matthew generó un tornado, causando daños en el techo de un remolque en Golden Meadow. La lluvia también causó que los ríos se elevaran más de lo normal, incluido el río Killian, que alcanzó un máximo de 5,7 pies (1,7 m). La lluvia y la marejada ciclónica inundaron 20 hogares en la parroquia de Terrebonne. Además, varias casas en la parroquia de Lafouche experimentaron inundaciones, incluidas dos con más de dos pies de agua. Numerosas casas en Golden Meadow también sufrieron inundaciones. La inundación también obligó al cierre temporal de numerosas carreteras en todo el estado, incluidas partes de la Ruta 11 y la Interestatal 10 de los Estados Unidos.
Las inundaciones de la tormenta agrietaron una línea de agua en LaPlace, dejando a casi 30,000 residentes y muchas empresas sin agua del grifo. Se esperaba que el problema tomara poco tiempo para solucionarlo, aunque se aconsejó a los residentes hervir el agua antes de beberla. Matthew también dejó a 2.500 personas sin electricidad por un corto período de tiempo. El impacto de la tormenta también cerró varias escuelas, lo que obligó a los administradores escolares a reprogramar los planes para compensar el cierre de escuelas causado por el huracán Iván un mes antes. En total, Matthew no causó muertes y $255,000 en daños (2004 USD).

#### En otras partes
Cuando la tormenta tocó tierra, las bandas exteriores de Matthew provocaron fuertes lluvias en Florida. La lluvia fue reportada tan al sur como Nápoles. En Pensacola, se informaron ráfagas de 30 mph (48 km/h), así como precipitaciones de un total de hasta 3 a 4 pulgadas (75 a 100 mm). En Alabama, las ráfagas de viento alcanzaron un máximo de 47 mph (75 km/h) en la Isla Dauphin. La tormenta produjo lluvias ligeras en todo el estado, totalizando 2.74 pulgadas (70 mm) en Grand Bay. Además, Matthew produjo mareas de 1 a 3 pies (.3 a .9 m) por encima de lo normal, causando erosión menor a mayor en la playa. La erosión de la playa, que normalmente habría sido menor para una tormenta débil, fue mayor de lo esperado debido al paso del huracán Iván unas semanas antes. No se reportaron daños importantes en Alabama. En Misisipi, las ráfagas de vientos alcanzaron un máximo de 45 mph (72 km/h) con vientos sostenidos de 39 mph (63 km/h) en Waveland. La marejada ciclónica varió de 2 a 4 pies (.6 a 1.2 m) a lo largo de gran parte de la costa, aunque Waveland reportó un pico de 5.13 pies (1.56 m). Los totales de lluvia fueron principalmente entre 2 y 4 pulgadas (50 a 100 mm). El daño en Misisipi ascendió a $50,000 (2004 USD).
Matthew produjo lluvias moderadas en su lado oeste, también. Algunas partes de Texas y Oklahoma experimentaron más de 5 pulgadas (127 mm) de lluvia, mientras que el sur de Arkansas recibió más de 10 pulgadas (255 mm) de lluvia. La lluvia fue bien recibida debido a un período de clima seco en el área. Aunque ralentizó las actividades de cosecha, ayudó a los pastos. Los parches de lluvia que quedaron en Matthew llegaron tan al norte como el noreste de Ohio.